# 中國道教音樂
中國道教音樂是中國道教文化的重要組成部分之一，傳統上可分為全真（十方韻）、正一兩大類。道樂不僅與道教歷史同樣久遠而且秘而不傳，其旋律為古雅風格，為宗教與藝術的互相結合。道樂常見於廟宇日常早晚課誦經唱贊，各種齋醮法事、中元普渡、大型法會等宗教活動，或者信徒在各種喪葬、祭拜及日常禮神儀式上播放以求慰藉，也為道士、法師必備科儀經樂，亦常於廟宇、素食店、茶藝館、宗教藝品店日常播放，修道士平時也常用於靜坐冥想、修練氣功丹道、提昇心靈境界。
自50年代開始，即有業餘音樂家在收集、整理、研究道教音樂，各學術刊物的專論及學術專著開始陸續出現「道教音樂」；後來有專業音樂家將「道教音樂」搬上了舞台，並至東亞國家巡迴演出。道教音樂的藝術表演活動於是慢慢被社會認同接受，而部分道教宮觀有從事這種演示活動的組織 ─「道樂團」。1988年8月22日，北京白雲觀正式成立了「白雲觀道教音樂團」，並首次在北京音樂廳舉行了集合性演出。之後大陸各地道教協會等亦相繼成立了道樂團，其中蘇州玄妙觀、北京白雲觀等宮觀的道樂團還多次應邀到英國、比利時、新加坡、加拿大等國作專場道教音樂演出。1996年，由香港蓬瀛仙館主辦的香港道樂團正式成立，香港道樂團也是歷屆道教音樂匯演的組織策劃者之一。
「首屆道教音樂匯演」於2001年11月在香港演出，由香港蓬瀛仙館、香港道樂團與香港中文大學宗教系、香港中文大學音樂系聯合主辦。道教音樂匯演主要是唱誦平時在宮觀裏誦經說法的經韵，配合走五方、行八卦、轉太極等身伐動作；亦有地方特色的道曲；其中武當山道教武術音樂團表演的「武當仙樂神功」是創意性的節目，該節目將武當山道教音樂與武當山拳、劍及功夫結合于一體，道樂中穿插武功，武功伴隨著道樂，以道樂再搭配中國功夫方式動靜結合；也有演奏道長阿炳的著名作品《二泉映月》，匯演還有表演分別具有江南、東北及香港地方特色的道曲，令觀眾們可感受到道教音樂的可體驗不同風格且豐富之道曲；匯演中特色節目還由東道主成都青羊宮道樂團表演，該團的表演特點是在樂隊中使用了編鐘、古琴等古樂器，使用古老的樂器傳達歷史悠久的道教音樂。
第二屆道教音樂匯演在2002年6月在台北演出。第三屆道教音樂匯演於2003年3月18日在北京民族文化宮大劇院舉行，由中國道教協會、香港蓬瀛仙館聯合主辦。第四屆道教音樂匯演於2004年3月7日在新加坡嘉龍劇院舉行。第五屆道教音樂匯演2005年5月於在廣州星海音樂廳舉行，該匯演創下參演團體和表演人數歷屆最多的紀錄。第六屆道教音樂匯演於2006年8月26日在成都藝術中心嬌子音樂廳舉行。
大陸中國道教協會和臺灣中華道教總會為了弘揚道教文化，展示道教音樂，在經過協商和籌備，於2005年7月底8月在臺灣舉行海峽兩岸道教音樂會，以「蓬萊仙韵頌太平」作為主題。

## 外部連結
- 道教音乐_中国道教网（页面存档备份，存于）
- 道教葬儀片段(2之1) （页面存档备份，存于），呂炳川於臺北市錄製，臺灣音樂館典藏
- 新加坡沙窩巷喪葬儀式音樂（2之1） （页面存档备份，存于），呂炳川1978年錄製，臺灣音樂館典藏
- 道教靈寶派建醮類科儀音樂 （页面存档备份，存于），呂錘寬1987年於臺南佳里金唐殿「五朝王醮」錄製，臺灣音樂館典藏